# ألبرت سليموف
ألبرت سليموف (الروسية: Селимов, Альберт Шевкетович) (مواليد 5 أبريل 1986) هو ملاكم أولمبي، مثّل روسيا في الألعاب الأولمبية الصيفية 2008 وأذربيجان في الألعاب الأولمبية الصيفية 2016.

## روابط خارجية
ألبرت سليموف على موقع بوكس ريك (الإنجليزية) (registration required)
- ألبرت سليموف على موقع اللجنة الأولمبية الدولية (الإنجليزية)
- ألبرت سليموف على موقع أوليمبيديا (الإنجليزية)